# Erebia randae
Erebia randae är en fjärilsart som beskrevs av Vorbrodt och Müller-rutz 1911. Erebia randae ingår i släktet Erebia och familjen praktfjärilar. Inga underarter finns listade i Catalogue of Life.